# 日本のボクサー

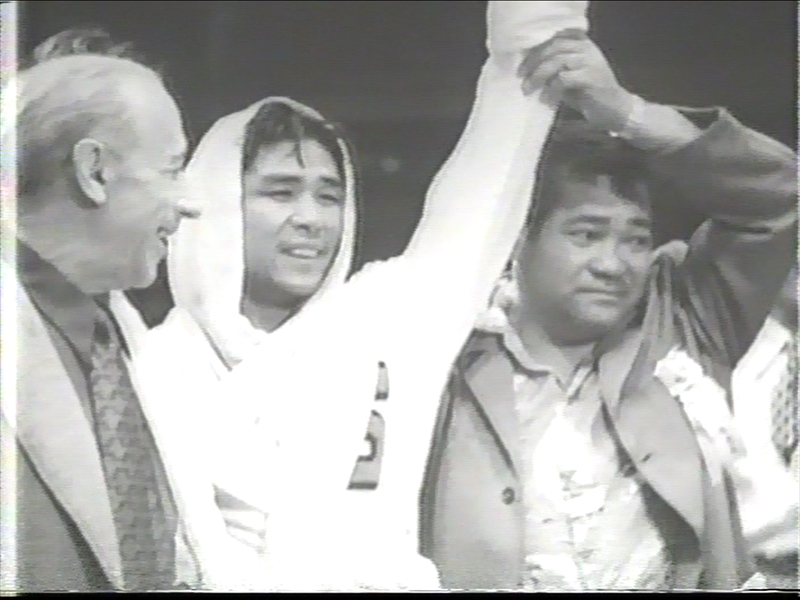
白井義男（中央）とアルビン・R・カーン（左）。日本初の世界王座を獲得した1952年5月。

日本のボクサー（にほんのボクサー）は、2009年9月まで、主にミドル級以下の体重別階級を中心に活動してきた。オリンピックボクシング競技では、1960年のローマ大会で銅メダルを獲得した田辺清がフライ級、続いてメダリストとなった桜井孝雄、森岡栄治はいずれもバンタム級であった。プロボクシングでは、白井義男が1952年に日本人として初めて世界王座に挑戦し、世界フライ級王者となった後、続いて世界タイトルマッチに出場したファイティング原田、海老原博幸も同級であり、世界戦の最初の15試合のうち12試合がこの階級であった。
2009年9月、プロボクシングにおいて、スーパーミドル級からクルーザー級までの3階級で日本王座が新設され、日本ヘビー級王座も再設置された。
以下の各節では、日本のボクシング史を彩ったボクサーたちを性別・階級別に概説する。階級ごとの出来事およびその背景を記し、紛らわしい場合を除いて階級名は省略している。

## 男子

### ミニマム級
初代日本王者は小野健治。1993年6月には江口九州男・勝昭の兄弟が日本王座決定戦に出場。日本初の兄弟での王座争いはダウン応酬の熱戦となり、兄が6回KO勝ちで日本王者となっている。
この階級の主力選手は中南米・アジアが中心である。1987年に階級が新設されると6月にIBFで世界王者が誕生し、10月に井岡弘樹がWBCの初代王座決定戦に出場、18歳9か月の日本人最年少で同団体の初代王者となった。1990年、高校時代から非凡なボクサーと言われ「150年に一人の天才」のキャッチフレーズでプロデビューした大橋秀行がライトフライ級での2度の世界挑戦失敗の後、階級を下げて世界王者となった。日本が世界戦に21連敗していた時期で、後楽園ホールには「万歳」の歓声が湧き上がった。ロッキー・リンの2度の挑戦失敗の後、2000年に星野敬太郎が初奪取としては最年長記録で世界王座を獲得。また所属ジムの会長・花形進とともに日本初の師弟世界王者ともなった。日本人離れしたハンドスピードと均整のとれた総合力をもって2001年に16戦無敗で挑み、世界王座を獲得した新井田豊は、2か月後には引退を発表したが、2003年に復帰。2004年には世界王座に復帰し、7度防衛した。ウルフ時光は1998年に日本初の東洋太平洋王者となったが世界挑戦は2度失敗（うち1度は暫定王座挑戦）。時光が敵わなかったホセ・アントニオ・アギーレを破って世界王者となったのがイーグル赤倉（後のイーグル・デーン・ジュンラパン）であった。
高山勝成は2005年にWBC、2006年にもWBA（暫定）王座をそれぞれ獲得、2013年にはJBCが加盟する直前だったIBF王座をメキシコで奪取し、そして2014年大晦日にはWBO王座も獲得し日本人初のグランドスラムを達成。2011年2月、井岡弘樹の甥である井岡一翔がイーグルからWBC王座を奪ったオーレイドン・シスサマーチャイをKOで下し当時日本最短となるプロ7戦目での世界王座奪取を果たした。同年10月には八重樫東がWBA王座を奪取。翌2012年6月、この両者による日本初のWBA・WBC世界王座統一戦が行われ、勝利した井岡が日本人初の、世界王者同士の統一戦に勝利した統一世界王者となった。井岡は直後に両王座を返上したが、そのうちのWBA王座は大晦日に高校の同級生でありジムメイトでもある宮崎亮が取り戻した。2015年5月、田中恒成が日本最短となるプロ5戦目でWBO王座奪取に成功。

### ライトフライ級
初代日本王者は渡辺功との決定戦で2度倒された後に巻き返して判定勝利を収めた天龍数典。天龍はパナマ開催のWBAの初代王座決定トーナメント準決勝でハイメ・リオスに敗退。翌年、日本でリオスへの再挑戦に失敗したが、日本王座は16度防衛した。
具志堅用高は1974年のプロデビュー時には動きが悪く、「これが100年に一人の男か」と疑問視されていた。具志堅がデビューした当時の最軽量級はフライ級であった。しかし、この階級が新設されると能力を発揮。当時の日本最短記録の9戦目でWBAの世界王座を獲得し、日本最多となる13度の連続防衛記録を残した。1980年には中島成雄もWBCの世界王者となった。具志堅の失ったWBA王座は1年足らずで協栄ジムの後輩・渡嘉敷勝男が取り戻した。天龍との2戦目で日本王者となった友利正は1982年にWBCの世界王者となった。
友利に勝利して日本王者となった穂積秀一は、フライ級で日本王座の2階級制覇を果たすと世界王座にも挑戦した。1980年代には名嘉真堅徳、竹下鉄美、倉持正、喜友名朝博、大橋秀行、大鵬健文、宮田博行らを擁して必ずしも低迷していたわけではないが、プロボクシングにおけるアジアの覇権は1970年代の日本から韓国へ移っていた。韓国人世界王者の張正九と柳明佑は11年間に33度の防衛を果たすが、そのうち16試合が渡嘉敷、ヘルマン・トーレス、大橋を含む日本人ボクサー9人と日本のジムの輸入ボクサー3人を相手に成功させたものであり、井岡弘樹が17度連続防衛中の柳から王座を奪って2階級制覇を成功させた一戦は衝撃的であった。その後、山口圭司が世界王者となっている。1990年代には世界ライトフライ級の覇権が1980年代の韓国から米国、メキシコ、タイへ移っていく中で、八尋史朗、細野雄一、塩濱崇、戸髙秀樹、本田秀伸らのような世界ランカーを輩出。この時期、フライ級以下の階級では、世界ランキングが身近なものとなる一方で、世界王座は縁遠いものとなっていた。
2006年8月、フライ級から階級を下げた亀田興毅が日本人としては10年ぶりとなるWBA王座を獲得。2012年の大晦日にはかつて日本王者だった井岡一翔がWBA王座を奪取して日本最短となるプロ11戦目での世界王座2階級制覇を達成した。2014年4月、アマチュア7冠を引っさげてプロ入りした井上尚弥が当時日本最短記録となる6戦目でWBC王座を奪取した。

### フライ級
白井義男が1952年に日本初の世界王者となった後、2人目のファイティング原田、3人目の海老原博幸もフライ級であり、世界戦の最初の15試合のうち12試合がこの階級であった。白井以前のスピーディ章や花田陽一郎も白井に匹敵するポテンシャルを備えていた。白井から原田に至るまでの時代、三迫仁志、岩本正治、矢尾板貞雄、米倉健治、野口恭、関光徳らの世界ランカーは、アジアにおけるフライ級の覇権をフィリピンから日本へ移すのに貢献した。特に、当時50連勝中でフライ級最強と言われたパスカル・ペレスをノンタイトルで破って51連勝記録を阻止した矢尾板は世界王者が不在だった日本のヒーローであった。1958年5月13日の矢尾板と米倉の6ラウンドのエキシビション、1960年12月24日に後楽園ジムで行われた東日本新人王決勝の原田対海老原は将来の見通しを明るくしていた。1960年代中盤には海老原が階級トップを維持し、1970年代には大場政夫、小熊正二（後の大熊正二）、花形進らが世界王者となった。この間、ローマオリンピックの銅メダリスト・田辺清、高山勝義はノンタイトルマッチで世界王者に勝利し、世界ランクには東洋太平洋王座を10度防衛した中村剛や日本王者の松本芳明が常連として名を連ねた。
1970年代中盤には東洋王者の高田次郎、日本王者の五十嵐力、小熊をノンタイトルマッチでノックアウトした世界ランカーの触沢公男らも抱え、世界は遠いものではなかったが、1970年代に軽・中量級で黄金時代を迎えたラテンアメリカ勢が台頭し、韓国、タイなど他のアジア勢が底上げされると、日本フライ級は主舞台から遠ざかっていった。小熊以後、小林光二、レパード玉熊が世界王者となったが、世界選手権で銅メダルを獲得した石井幸喜はノンタイトルマッチで日本王者・東洋太平洋王者を破ったものの世界挑戦の機会は得られず、日本王座を2階級制覇した穂積秀一やプロ8戦目で世界挑戦した神代英明も敗れ、小熊、小林、玉熊はいずれもラテンアメリカのボクサーとの防衛戦で王座を明け渡した。1992年には勇利・アルバチャコフが世界王者となるが、そのボクシングの根本は母国ロシアで育まれたものであった。渡久地隆人はアルバチャコフの世界王座に挑戦して敗れ、井岡弘樹、山口圭司、川端賢樹らが同じ1990年代に世界挑戦に失敗、2000年の世界戦ではセレス小林が引き分けに終わり、浅井勇登、本田秀伸、トラッシュ中沼らが敗れた。

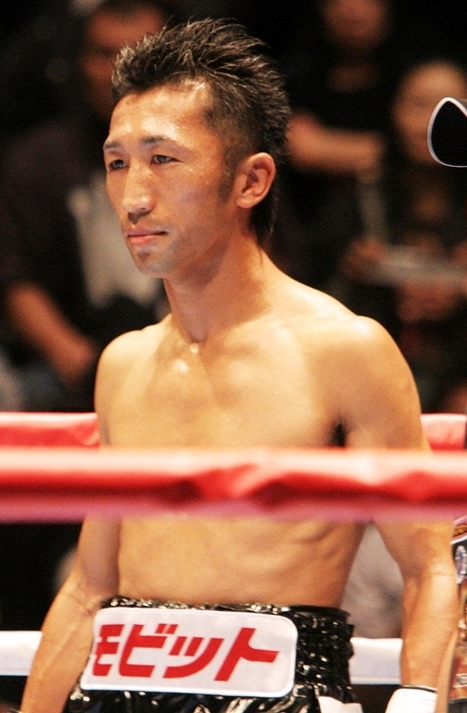
内藤大助

2007年には3月にWBA王座を坂田健史、7月にはWBC王座を内藤大助がそれぞれ奪取。この両者を中心とし、亀田興毅・大毅兄弟ら日本人選手が覇権を争う展開が繰り広げられ、「日本フライ級ウォーズ」と呼ばれた。この両者は2001年に日本王座を争い直接対決をしているが、この試合後に判定をめぐり「大串事件」と呼ばれる乱闘騒ぎが起きた。かつて東洋太平洋王者だった興毅はライトフライ級から戻して2階級制覇を狙い内藤からWBC、大毅は坂田から王座を奪ったデンカオセーン・カオウィチットからWBA、それぞれ奪い日本初の兄弟世界王者となった。
2012年、アテネオリンピック日本代表の五十嵐俊幸がWBC王座を奪取、翌2013年にミニマム級から2階級上げた八重樫東が五十嵐に勝利して2階級制覇達成。八重樫は2度目の防衛戦で1階級下のライトフライ級で世界王座10度防衛した実力者エドガル・ソーサに勝利するが、翌2014年にはローマン・ゴンサレスの挑戦を受けKO負け。
2015年4月、井岡一翔がWBA王者ファン・カルロス・レベコに勝利し、3階級制覇達成。

### スーパーフライ級
初代日本王者は古口哲との決定戦を制したジャッカル丸山。丸山はWBAの初代王座決定トーナメントを準決勝で敗退。翌1981年にはWBC王者の金喆鎬に挑戦して失敗。金には、この前後10か月足らずの間に、渡辺二郎、石井幸喜も退けられている。
1982年、渡辺はWBA王座を獲得し、この階級で日本初の世界王者となり、丸山は日本王座に復帰した。渡辺は1984年にWBC王者のパヤオ・プーンタラットに勝利し、試合当日に剥奪された自身のWBA王座との事実上の王座統一を果たしていた。この前後、日本からは小熊正二、勝間和雄らが渡辺に挑戦して退けられた。渡辺はさらに1985年に韓国で日本人世界王者初となる海外防衛にも成功した。ドライな渡辺に対し、丸山の試合は両者合わせて9度のダウンを奪い合った関博之との再戦をはじめとして旧日本的な「精神と肉体の劇」であったと言われる。
丸山を倒して日本王者となった畑中清詞はヒルベルト・ローマンへの挑戦に失敗した後、スーパーバンタム級で世界王者となった。ローマンには内田好之も退けられ、カオサイ・ギャラクシーには松村謙二、中島俊一が挑戦して失敗した。日本初の東洋太平洋王者・杉辰也を下した鬼塚勝也は1992年に世界王者となった。川島郭志は1994年に世界王座を獲得。1997年のジェリー・ペニャロサとのラストファイトは、渡辺対ヒルベルト・ローマン戦に匹敵する技術戦であった。田村知範は世界挑戦に失敗。1997年にWBAの世界王者となった飯田覚士は井岡弘樹らを退けヘスス・ロハスに王座を明け渡すが、ロハスに勝って世界王者となったのが戸髙秀樹であった。この王座は戸髙からレオ・ガメス、セレス小林、アレクサンドル・ムニョスへとKO、TKOで引き継がれていく。ムニョスには小島英次、本田秀伸が退けられている。2000年にWBC王者となった徳山昌守はこの時期、世界王座を8度防衛し、東洋太平洋・日本王者としては名護明彦、柳光和博、佐々木真吾、石原英康らが活躍した。
2003年、川嶋勝重が徳山の王座に初挑戦に失敗するが、2004年の2度目の対戦で1回KOを挙げて徳山の9度目の防衛を阻んだ。2005年に3度目の防衛戦がラバーマッチとして組まれると、徳山が王座を奪い返し、その王座を保持したまま引退した。2006年、名城信男が当時の最短タイ記録となる8戦目で世界王座を獲得した。2007年に一度王座から陥落するも、2008年に河野公平と僅差判定の末返り咲き。名城が獲得した王座はウーゴ・カサレスに奪われた後、2011年に清水智信が奪取し、2012年にテーパリット・ゴーキャットジムを経て大晦日に河野が獲得した。同年には佐藤洋太がWBC王座を奪取、2013年の3度目の防衛戦をタイで行うもシーサケット・ソー・ルンヴィサイにKOで王座陥落。
同年には亀田大毅がJBC管轄下で初となるIBF王座戦で勝利し、史上初の3兄弟同時世界王者、日本初の兄弟複数階級制覇を達成した。大毅はその後、リボリオ・ソリスとのIBF・WBA王座統一戦に挑むが、ソリスが計量失格でWBA王座剥奪。試合は大毅が敗れるも保持していたIBF王座が試合前はWBAともども空位と発表されていたのが一転、引き続き保持となった。これについてJBCへの報告を怠った亀田ジム関係者の各ライセンスが更新されない処分を下すという事態に発展した。
2014年末、2階級下のWBC王者だった井上尚弥がオマール・ナルバエスのWBO王座に挑み、KO勝利で世界最短となる8戦目での2階級制覇達成。

### バンタム級
日本のボクサーとして初の世界ランカーとなった在日朝鮮人の徐廷権、全日本選手権を連覇した原靖らが黎明期の基礎を築いた。ピストン堀口の実弟で初代日本王者となった堀口宏から王座を奪った花田陽一郎、白井義男はいずれもその試合で2階級制覇を達成した。堀口は初代東洋王座決定戦ではフラッシュ・エロルデに判定負けを喫している。この王座は後に小室恵市、三浦清が獲得した。日本王者の石橋広次や稲垣健治はキューバのマヌエル・アルメンテロスの強打に打ち負かされるが、1960年には米倉健司がホセ・ベセラの世界王座に肉迫した。米倉を下して東洋王者となった青木勝利が「黄金のバンタム」の異名をとるエデル・ジョフレの世界王座に挑戦して退けられ、「ロープ際の魔術師」と呼ばれたジョー・メデルが日本のトップボクサーたちをことごとく下した後、ファイティング原田がジョフレから世界王座を奪い、日本初の世界王者となったのは1965年のことだった。1964年に原田がライバルと目された青木を一方的に打倒した試合は史上最大のノンタイトルマッチと言われる。
その後、原田の後継者として、ノンタイトルで原田に善戦した斎藤勝男、メキシコで世界1位を下した中根義雄、1964年東京オリンピック金メダリストで東洋王者の桜井孝雄、「小型原田」と言われた高木永伍、実弟の牛若丸原田、米国をはじめとして諸外国へ遠征を繰り返した内山真太郎、大木重良、メキシコシティオリンピック銅メダリストの森岡栄治らが期待を集める中、技巧派の金沢和良がルーベン・オリバレスとの再戦で死闘の末に敗れた一戦は国内世界戦史上に残るインパクトをもたらした。ラテンアメリカの覇権がバンタム級をも覆っていた1970年代以降の世界戦では、沼田剛がロドルフォ・マルチネスに、ワルインゲ中山がカルロス・サラテに、磯上修一がホルヘ・ルハンに、ハリケーン照がルペ・ピントールに退けられた。この時期、アマチュアのアジア王者からプロへ転向し、日本王者となった石垣仁らがいた。東洋王座を12度防衛し、4度の世界挑戦で2度引き分けた村田英次郎のピントール戦はオリバレス対金沢戦に匹敵する激闘であった。
1987年にはスーパーバンタム級から階級を下げた六車卓也が世界王者となる。後楽園ホールでは今里光男、高橋ナオト、小林智昭、島袋忠らがしのぎを削り、中でも高橋は世界王者と同等の人気を博した。辰吉丈一郎は4戦目で日本王座、8戦目で世界王座を当時の最短記録で獲得し、網膜裂孔、網膜剥離のためにブランクを繰り返しながら、暫定を含めれば世界王座を3度獲得した。1994年の正規王者・薬師寺保栄との統一戦は、ビジネス規模において日本プロボクシング史上最大であった。辰吉以後の主力選手は日本王座を7度防衛したグレート金山、仲宣明、5度防衛した川益設男（後の瀬川設男）らから西岡利晃、長谷川穂積、サーシャ・バクティンらへと引き継がれ、長谷川は2005年に世界王座を獲得、10度の防衛を果たした。
長谷川が王座を失った2010年、亀田興毅がWBA王座を獲得し、日本初の世界3階級制覇を達成した。2011年には山中慎介がWBC王座を獲得し、翌2012年の初防衛戦で元スーパーフライ級統一世界王者ビック・ダルチニアンを退ける。2013年、亀田三兄弟の三男である亀田和毅が日本初のWBO王座を獲得し、史上初の3兄弟世界王者としてギネス世界記録に認定された。

### スーパーバンタム級
1922年、荻野貞行が日倶認定の初代日本王者となり、高橋一男、木村久が続いた。戦後は太郎浦一が王者となっている。1969年、半年余りの間に行われた清水精と1964年東京オリンピック強化選手の中島健次郎の3連戦はすべて逆転KOで決着した。
階級新設後のWBCの初代王者は、1976年4月にパナマ市で行われた決定戦でメキシコシティオリンピック銀メダリストのワルインゲ中山を下したリゴベルト・リアスコ。ミュンヘンオリンピックに出場したロイヤル小林はアレクシス・アルゲリョに挑戦して失敗、リアスコへの2度目の挑戦で世界王者となった。ソウルで王座を失った後、小林はウィルフレド・ゴメスに挑み、KO負けを喫するが、3回にゴメスが見せた左フックは歴史に残る一撃であった。1991年には畑中清詞が2度目の挑戦で初回のダウンを挽回して名古屋のジム初の世界王者となる。2002年には佐藤修が同じく2度目の挑戦で逆転KOにより王者となった。

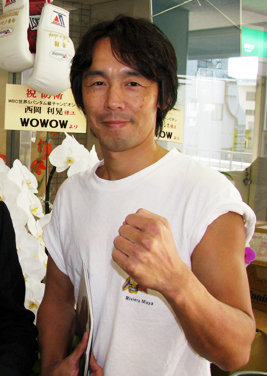
引退後、帝拳ジムのトレーナーとなった葛西裕一（2010年）

初代東洋王者は坂本春夫。「ボクシング教室」出身で東洋王者となった石山六郎は天才的なボクサーとして人気を集めた。湯通堂清秀は1967年、韓国人の東洋王者を右フックでロープ下へ吹っ飛ばしているが、岡田晃一が1971年に王座を失った後、日本人は20年以上この王座を奪回することはなかった。1989年、高橋ナオトがマーク堀越から日本王座を奪った試合は逆転KOによる日本ボクシング史を代表する名勝負だった。アマエリートでラスベガスなどで修行した葛西裕一は世界初挑戦に失敗した後、ホノルル、カラカスに遠征。帰国後の1995年に東洋太平洋王者となり、その後石井広三、大和心らが同王者となった。第28代東洋太平洋王者の仲里繁は、2003年にオスカー・ラリオスの世界王座に挑戦。5回にダウンを奪われながらも反撃して王者の顎を砕いたが、王座獲得はならず、翌年の再挑戦にも失敗、2005年のマヤル・モンシプールへの挑戦ではTKO負けを喫した。
2008年、葛西をトレーニングパートナーとした西岡利晃がバンタム級から階級を上げ、プロ39戦目、5度目の挑戦でWBC王座獲得に成功、敵地メキシコでジョニー・ゴンサレスをKOで降すなど世界初防衛から4連続KOを記録、ラスベガスのリングでもラファエル・マルケスに勝利、日本初の名誉王者に選ばれ、2012年にロサンゼルス郊外でノニト・ドネアと対戦したが、KO負けを喫し引退。その間、西岡のジムメイトである下田昭文もWBA王座を奪取し、アメリカでリコ・ラモス相手に初防衛戦に挑むがKO負けで王座陥落。
2014年末、フェザー級の東洋太平洋王者だった天笠尚が統一世界王者ギレルモ・リゴンドウに挑み、TKO負けに終わるも2度ダウンを奪う健闘を見せた。

### フェザー級
黎明期には中村金雄、玄海男、ピストン堀口らの活躍したフェザー級が日本を代表する階級だった。戦後初の日本王者となったベビー・ゴステロは変則的なテクニックで28連勝を記録した。後藤秀夫、中西清明らの多彩なボクサーがおり、金子繁治は後にスーパーバンタム級で世界王者となるフラッシュ・エロルデに4戦4勝したが、この階級の世界王者サンディ・サドラーとのノンタイトルマッチでは一方的なTKO負けを喫した。その後は大川寛、小林久雄、池山伊佐巳らが登場。高山一夫は2度の世界挑戦に失敗。東洋王座を12度防衛した関光徳はフライ級で1度、フェザー級で4度の世界挑戦に失敗するが、1964年のシュガー・ラモスへの挑戦では痛烈なダウンを奪い、日本人で初めて世界王座に接近した。関を下した小林弘は益子勇治との激戦で日本王者となり、後に1階級上げて世界王者となった。その後、斎藤勝男、千葉信夫が東洋王者となり、日本の黄金時代の基礎を固めていった。
1968年に西城正三がロサンゼルスでWBA王者を破り、全階級を通じて日本人として初めて国外での世界挑戦を成功させ、1970年には柴田国明がメキシコでWBCの世界王者となった。西城は5度、柴田は2度防衛した。歌川善介は世界王座決定戦に敗れ、ミュンヘンオリンピック代表で東洋王座を7度防衛し、後にスーパーバンタム級で世界王者となったロイヤル小林も世界挑戦に失敗。2度日本王者となったフリッパー上原、米国遠征で後の世界王者ダニー・ロペスをノックアウトしたシゲ福山、日本王座を13度防衛したスパイダー根本も世界挑戦に失敗。1970年代にはアマチュアでアフリカ王者だった友伸ナプニや田中敏之（後の五代登）らも登場した。1980年代後半、来馬英二郎、飯泉健二らと激戦を演じた杉谷満は日本タイトル戦11試合のうち10試合がKO決着で世界挑戦ではKO負けを喫した。竹田益朗、松本好二、浅川誠二、平仲信敏、渡辺雄二らが世界戦で敗れた。
2006年、越本隆志がWBC王座奪取に成功し、国内男子最年長世界王座記録を塗り替えた。翌2007年にはベネズエラからの輸入ボクサーホルヘ・リナレスがWBC王座奪取に成功。2008年、史上初の高校6冠を達成した粟生隆寛と榎洋之の間で日本・東洋太平洋ダブルタイトルマッチが行われ引き分け。その後榎はWBA王座奪取に失敗したが、粟生は翌2009年に2度目の挑戦でWBC王座を獲得。2010年、バンタム級王座から陥落したばかりの長谷川穂積が2階級上げた上に前哨戦なしでWBC王座を獲得し、2階級制覇を達成。

### スーパーフェザー級
初代日本王者は大日拳認定の田中禎之助。第2代は帝拳認定の佐藤東洋、戦後の初代日本王者は高田安信であった。東洋太平洋では、1963年3月に王者の勝又行雄が2度のダウンを喫しながら高山一夫を6回の右フック一発で逆転KO勝利を果たした防衛戦が壮絶で、寺山修司はこれを「奇蹟の逆転」と表現し、勝又を「忘れがたい男」と書いている。日本王者の奄島勇児はコンバーテッド・サウスポーで右フックが強く、沼田義明をKOで下して初黒星を与えた。
1964年、小坂照男がフラッシュ・エロルデの世界王座に挑戦。最終回のエロルデのラッシュで試合は止められるが、それまで善戦していたためストップが早過ぎると騒がれた。1967年には沼田義明がエロルデを下して世界王者となる。3回にはエロルデの左ストレートでダウンを喫していたが、それによって動きの硬さがとれ、4回以降は王者を翻弄した。初防衛戦では小林弘と対戦し、日本人同士の初の世界タイトルマッチに負けて王座を失ったが、1970年に世界王座に復帰。ラウル・ロハスとの初防衛戦では大逆転KO勝利を果たした。その後、岩田健二、岡部進、アポロ嘉男らが世界戦で敗れた。1973年、柴田国明がホノルルで世界王座の2階級制覇に成功。1973年にはジョージ・フォアマン戦の前座で柏葉守人が世界挑戦に失敗。1980年に上原康恒がデトロイトでサムエル・セラノを逆転KOで下し、世界王者となった。1990年代は竹田益朗、渡辺雄二、三谷大和が世界挑戦に失敗。1998年には日本王者のコウジ有沢が畑山隆則を挑戦者に迎えての防衛戦を両国国技館で行い、両者はクリンチの少ない真っ向勝負を見せた。畑山はこれを前哨戦として同年、世界王者となった。
2010年、世界選手権ベスト16の経験を持つ内山高志が無敗でWBA王座を奪取し、奪取した試合を含め5戦連続KO勝利を記録した。同年には粟生隆寛もWBC王座を獲得し、2階級制覇達成。粟生は2012年に王座を失うものの、その王座を奪ったガマリエル・ディアスを過去に内山のWBA王座に挑戦したこともある三浦隆司がKOで退けWBC王座奪取に成功し、メキシコで初防衛も果たした。

### ライト級
初代日本王者は日倶認定の臼田金太郎で、緒方哲夫、小林信夫、ジョー・サクラメントと続いた。日本王座を19度防衛した秋山政司は東洋王座の初防衛戦で17歳の沢田二郎に5度倒されて負け、引退した。。東洋王者の門田新一はガッツ石松と2度戦い、1勝1敗。1962年、小坂照男が世界挑戦に失敗。オリンピック候補にもなった染谷彰久は1967年にマニラで前世界王者のフラッシュ・エロルデを判定で下し、世界1位にランクされたが、1968年に大阪で開催されたグレグ・ギュルレ戦では8回までポイントで上回っていたものの、9回開始時に微熱と真夏の暑さのためにコーナーを出ることができず、試合放棄と見なされてKO負け。その直後に我にかえり、リング上でファンに土下座をした。1969年に沼田義明がロサンゼルスで世界王座に挑戦して失敗。染谷が返上した日本王座は辻本英守が右アッパーによるKO勝利で獲得。1973年にはホノルルでデビューしたバズソー山辺が高山将孝を下している。その後、バトルホーク風間、尾崎富士雄、シャイアン山本らが日本王者となった。
1974年には、ガッツ石松が3度目の挑戦で世界王者となり、高山将孝はコスタリカで挑戦失敗。石松は1976年、プエルトリコのバヤモンで自身初の国外防衛に挑み、王座を失った。その後は1993年になってオルズベック・ナザロフが南アフリカのヨハネスブルグで世界王座を獲得した。畑山隆則は2000年6月、スーパーフェザー級の世界王座防衛失敗からの再起戦で2階級制覇に成功した。10月に行われた坂本博之との初防衛戦は歴史に残る激闘となった。
2008年には小堀佑介がWBA王座を奪取した。2011年には2階級下のフェザー級の日本ランカー渡邉卓也が同年より解禁されたWBCユース王座を獲得しており、その後も斉藤司、伊藤雅雪が同王座を奪取した。2013年には荒川仁人がサンアントニオでオマール・フィゲロアとWBC暫定王座を争った。

### スーパーライト級
戦後初の日本王者は1964年に窪倉和嘉との互いに連勝中のサウスポー同士の王座決定戦を制した岡野耕司。しかし、それ以前に日本のボクサーたちは東洋・世界で王座を争っていた。アマチュア出身の川上林成は1937年、プロ4戦目にしてマニラへ赴き、世界5位のロベルト・クルスをノックアウト。クルスは翌年に初回KOで世界王者となっている。同じくアマチュア出身の高橋美徳はウェルター級で世界ランカーとなり、1939年に日本人として初めてスーパーライト級で世界王座に挑戦。しかしKO負けを喫して試合会場から病院へ直行した。
米国籍でハワイ出身、日系3世の藤猛は1967年、サンドロ・ロポポロを2回KOで破り、世界王者となった。藤以後はライオン古山が1969年4月から1977年10月まで国内無敵を誇ったが、世界挑戦には3度失敗している。古山はキャリア晩年に三迫ボクシングジムの輸入ボクサーであったクォーリー・フジをKO寸前に追い込みながら逆転KO負け。試合後にはフジがモントリオールオリンピック代表選考会の決勝をシュガー・レイ・レナードと争ったブルース・カリーであったことが判明した。1980年代前半には無敗の日本ウェルター級王者・亀田昭雄がこの階級で世界挑戦の機会を狙い、赤井英和はデビュー以来の連続KO記録で人気を集めていた。「冬の時代」と呼ばれて会場から客足が遠のきつつあった当時、赤井の試合があるとチケットが飛ぶように売れた。世界王者となったカリーへの挑戦は打ち合いの果てにTKO負けに終わるが、赤井の人気は衰えず、1984年6月には大阪城ホールでの中堅選手との試合に、近畿大学記念館で行われた世界戦と同じ12,000人の観衆を集めた。ボクシング人気回復の切り札として亀田と赤井の対戦が期待されたが、亀田は東洋太平洋戦で敗れ、赤井は世界再挑戦の前哨戦で負傷し、実現しなかった。1980年代後半にはライト級から階級を上げた浜田剛史が初回KOで世界王座を獲得。1992年には浜田と同じ沖縄出身の平仲明信が初回TKOで世界王者となった。平仲以後、ソウルオリンピック金メダリストで輸入ボクサーとしてプロデビューしたスラフ・ヤノフスキーが無敗のまま日本を去ると、桑田弘、新井久雄、小野淳一らが国内の安定王者となった。佐竹政一は東洋太平洋王座を9度防衛し、アジア無敵として世界奪取の期待が高まったが、世界挑戦の機会は得られないまま10度目の防衛に失敗して引退した。
ライト級と合わせて日本王座2階級制覇を達成している木村登勇が日本王座を保持したまま2008年にウクライナでアンドレアス・コテルニクが持つWBA王座に挑戦した。

### ウェルター級
初代日本王者は日倶認定の川田藤吉。その後、野口進、臼田金太郎、名取芳夫らが続く。戦後の初代王者は河田一郎。河田を倒したのが辰巳八郎で王座を2度獲得し、階級を上げた。同じく日本王者となった羽後武夫は引退後、レフェリーを務め、モハメド・アリ対ジョー・バグナー戦などを裁いた。1960年代、帝拳ジムは人気選手を抱えて黄金時代と呼ばれる時期を迎えていたが、その人気選手の一人が渡辺亮で、1961年に沢田二郎の王座を奪い、都合3度日本王者となった。元アマチュア・エリートの辻本章次を破った亀田昭雄は日本王座を12度防衛。1988年、吉野弘幸は不利予想を覆し、坂本孝雄をノックアウトして日本王者となった。他に佐藤仁徳、加山利治らが日本王者となった。
福地健治は沢田らを相手に東洋太平洋王座を4度防衛した後、マニラでフィリピーノ・ラバロに敗れて王座を失い、翌年にはラバロに雪辱を果たして王座に復帰し、引退した。高橋美徳は渡辺亮との決定戦を制して東洋太平洋王者となった。ムサシ中野は1967年に東洋太平洋王座を獲得。しかし「世界ウェルター級挑戦者決定戦」と銘打たれた試合でアーニー・ロペスに負け、24歳で東洋太平洋王座を保持したまま引退した。龍反町や中野を破った南久雄は1968年に前世界ジュニアミドル級王者の金基洙を下して東洋のミドル級王者となり、翌年空位のウェルター級王座を獲得して2階級を制覇。反町は1970年にKO勝利で東洋王者になると1979年まで王座を守った。
1976年、辻本章次が18歳の世界王者ホセ・クエバスに挑戦。5回まで善戦したが6回に3度倒されて敗退。1978年、反町がラスベガスで挑戦失敗。1988年、尾崎富士雄がアトランティックシティでマーロン・スターリングの世界王座に挑戦し、終盤には主導権を奪ったがユナニマス・デシジョンで敗れた。
2009年に佐々木基樹がウクライナでビチェスラフ・センチェンコのWBA王座に挑戦した。2010年には井上庸が日本・東洋太平洋王座を同時獲得し、渡部あきのりがそれらを奪取した。

### スーパーウェルター級
力道山が重量級ボクサー育成のために設立したリキジムの溝口宗男が1966年7月に初代日本王者となる。金沢英雄は日本ウェルター級王座に挑戦して敗れた後、スーパーウェルター級で東洋王座を獲得し、防衛を重ねた。この頃、米国のスーパーウェルター級に対する関心はまだ薄く、日本の経済力は世界戦開催が可能なところまで成長していた。ミドル級、ウェルター級で東洋を2階級制覇した南久雄は1969年12月にスーパーウェルター級で世界王座に挑戦し、2回KO負けで失敗。南と金沢をノックアウトし、1970年にローマオリンピック金メダリストのカルメロ・ボッシの世界王座に挑戦したのが輪島功一である。反則すれすれの動きで王者を幻惑して世界王座を獲得し、欧州の正統派、中南米の技巧派を相手に防衛を続け、当時のスーパーウェルター級最多連続防衛記録を残している。輪島所属の三迫ジムは王座の国外流出を防ぐため、興行権（オプション）を活かして輪島の王座を奪ったオスカー・アルバラードの初防衛戦には龍反町を、柳済斗には三迫将弘を挑戦させた。反町、三迫は退けられるが、輪島は2度も王座を奪還した。
1978年、無敗の日本ミドル級王者・工藤政志が世界王座を獲得。しかし、それまでウェルター級、ミドル級で活躍していた米国や中南米のトップボクサーたちがこの階級を狙い始めていた。三原正は1981年に米国で24戦全勝のロッキー・フラットを下し空位の世界王座を獲得するが、初防衛戦でデビー・ムーアと打ち合って王座を失うと、覇権を握っていた米国のリングからシュガー・レイ・レナード、トーマス・ハーンズ、ロベルト・デュランらスーパースターの勢力が流れ込み、世界王座は日本人には縁遠いものとなっていった。1980年代にはカーロス・エリオット、田端信之らが登場。エリオットは後にグアドループのポワンタピートルで世界王座に挑戦したが、顎を骨折して失敗。田端はウェルター級、スーパーウェルター級で日本王座の2階級制覇を果たしミドル級へ転向したが、3階級制覇には失敗している。上山仁は1989年から1995年にかけて日本王座で当時最多となる20度連続防衛を記録。1991年12月にはウェルター級王者の吉野弘幸とノンタイトルマッチで対戦し、7回TKOで下している。ともに日本王座を10度連続防衛中で、派手なKOで人気の吉野に対し、堅実な正統派スタイルの上山はかつて4回戦時代に引き分け、日本初挑戦でKO負けを喫しており、この2度の吉野戦以外は全勝であった。3度目の対戦が決まり、上山が「おかげでこっちは裏街道。ボクサー生命賭けてます」と言えば、吉野は「中盤までに倒します。また負けても根に持たないでネ」と返し、戦前から試合を盛り上げた。上山の王座返上後、同じ新日本木村ボクシングジム所属で元アマチュア・エリートの伊藤辰史が大東旭との決定戦を制して王者となるが、大東との再戦で不用意なパンチを受けてKO負けで王座を失い、再三の不運な判定で王座を奪還できないまま引退した。1990年代後半、地元大阪で防衛を重ねた大東は世界挑戦の機会が得られないまま王座を返上。大東に幕を引かせたのが石田順裕であり、東洋太平洋と日本の王座を保持していたのが金山俊治（後のクレイジー・キム）であった。石田は2009年にWBA暫定王座を獲得している。

### ミドル級
1947年、新井正吉が戦後初代日本ミドル級王者となる。第2代王者は戦前のフェザー級王者・堀口恒男。1950年代には日本ミドル級創成期に最も貢献した辰巳八郎が登場。辰巳は日本タイトルマッチ21勝 (2KO) 1敗1分の記録を残しているが、ウェルター級時代が選手としての全盛期で、ミドル級での実績は選手層の薄さによるものでもあり、東洋のタイトルマッチでは5勝6敗であった。しかし東洋王座は辰巳の他に、大貫照雄、海津文雄、権藤正雄も獲得し、他のアジア諸国のレベルも日本と大差はなかった。1952年4月に辰巳が羽後武夫との防衛戦で判定勝利を収めてから1963年2月に前溝隆男が斎藤登から判定で王座を奪取するまでの約11年間、日本ミドル級タイトルマッチは25試合連続で判定決着であった。同じボクサー同士の対戦が多かったのも、この階級の特徴である。1960年代前半には前溝、斎藤、金田森男、海津、権藤の5人が総当たり戦を展開した。特に東洋タイトルマッチで初回48秒KO勝ちを記録した海津は爆発的な人気を博したが、後に世界王者となった金基洙や世界ランカーのスタン・ハーリントンらには完敗している。
後にスーパーウェルター級で世界挑戦する南久雄が金を下して東洋王者となった後、1970年代初めにはアフリカ系米国人と日本人のハーフのカシアス内藤が登場。アウトボクシングで22連勝を重ね、日本・東洋の王座を獲得したが、柳済斗に敗れて東洋王座を失い、柳は東洋タイトルマッチで日本人に15戦全勝を記録した。1980年代の韓国の黄金時代に先駆け、ミドル級ではフィジカルで優る韓国勢に圧されていた。国内では米軍属選手のジョージ・カーター、フラッシャー石橋らが日本王者となり、カーターは日本王座を2階級制覇、石橋は世界ランカーのビル・ダグラスとの対戦にKO負けを喫している。その後、日本王座を8度防衛し、スーパーウェルター級で世界王者となった工藤政志、アマチュアのアジア王者でプロ入り後は工藤が返上した日本王座の決定戦に出場したが体重超過で失格、ミドル級とライトヘビー級で東洋王座に挑戦した鈴木利明が登場、1980年代の日本王者には2階級制覇を果たした柴田賢治、5度防衛した千里馬啓徳、デビュー以来5階級上げて王座を獲得した大和田正春、後に俳優になった大和武士、フィジカルの強いファイターの西條岳人らがいた。1990年代には竹原慎二が全日本新人王、日本王座、東洋太平洋王座を獲得し、1995年に世界王者となったが、ウィリアム・ジョッピーとの初防衛戦に敗れると眼疾も発覚して現役を引退した。竹原以後は、スーパーウェルター級から転向し、2階級を制覇したビニー・マーチンや米海軍所属で日本・東洋太平洋の両王座を獲得し、世界の上位ランカーとなったケビン・パーマー、元高校ライトヘビー級王者で日本・東洋太平洋を制し、ジョッピーの世界王座に挑戦した保住直孝、日本王座を9度防衛した鈴木悟らの個性的な選手が活躍した。
2012年に淵上誠、2013年に石田順裕がいずれもゲンナジー・ゴロフキンが持つWBA王座に挑戦している。
同年にはロンドンオリンピック金メダリストの村田諒太がプロデビュー戦で東洋太平洋王者柴田明雄をKOで退け、この1試合のみで日本・東洋太平洋ともランキング1位に就いた。その後、2017年にWBA王座を獲得。日本人のオリンピックメダリストとして初めてのプロボクシング世界王者となった。

### スーパーミドル級
日本・東洋太平洋のミドル級王者となった田島吉秋は1980年、スーパーミドル級の世界王座に日本人として初挑戦。韓国で白仁鉄に挑戦し、7回TKO負けを喫した。階級が新設されて間もなく、世界ランカーの層が薄かったため、日本ではミドル級に先駆けての挑戦であった。西澤ヨシノリは日本ミドル級王座、東洋太平洋スーパーミドル級王座を獲得した後、2004年に38歳の日本最高齢記録で世界王座に挑戦した。2008年に清田祐三が東洋太平洋王座を獲得し、2013年にロバート・スティグリッツが持つWBO王座に挑戦した。
しかし、スーパーミドル級からクルーザー級までの3階級で日本王座が新設されたのは2009年9月で、他階級からは大幅に遅れをとっている。2011年8月度のランキングで総合格闘技から転向した三浦広光が初めて日本ランキング1位に就いた。

### ライトヘビー級
寺地永はミドル級で日本王者となった後、日本人として初めて東洋太平洋ライトヘビー級王座を獲得した。

### クルーザー級
西島洋介山は1990年代中盤からヘビー級ボクサーとして米国を拠点に活動し、世界王者以上の注目を集めたこともあったが、本来のベストウェイトのクルーザー級では東洋太平洋やWBOの下部組織であるNABO、マイナー団体のWBFの王座を獲得した。

### ヘビー級
戦前には大関であった武藏山武のボクシング転向が計画されたものの実現には至らなかったが、1957年に大相撲出身の片岡昇が戦後初代日本ヘビー級王者となる。体重約80キログラムの片岡は防衛戦を行わずに引退し、王座はJBC預かりとなった。モハメド・アリやジョージ・フォアマンの訪日を経た1970年代中盤には、米国でデビューして5連続KO勝利を収めたコング斉藤が逆上陸。日本では世界王者並みの関心を集めたが、ミドル級の選手にノックアウトされるなど実力不足を露呈した。その後、「和製タイソン」と呼ばれた西島洋介山が登場し、NHK衛星放送が米国での試合を録画中継した。高橋良輔は国外の選手を相手に勝利を重ね、2005年に日本人として初めて東洋太平洋ヘビー級王座に挑戦した。その後、竹原真敬が台頭したが、日本王座がJBC預かりとなっていた当時はいずれの選手も国内では試合数が限られ、JBCのボクサーライセンスを維持しながらの活動は難しく、西島はライセンスを剥奪され、竹原も返上を余儀なくされたことがあった。オケロ・ピーターは東洋太平洋王座を獲得し、2006年にオレグ・マスカエフの世界王座に挑戦したが、判定で敗れている。日本王座は2009年9月にスーパーミドル級からクルーザー級までの3階級が新設されると同時に再設置された。
2011年の大晦日に元K-1ヘビー級王者の藤本京太郎がデビューすると、翌2012年に55年ぶりとなる日本ランキング1位に就き、同年の大晦日には東洋太平洋王座に挑戦し、2013年には56年ぶりとなる日本王座をオケロと争い獲得した。2012年には全日本新人王決定戦でヘビー級が創設され、貴乃花部屋の元力士だった大和藤中が初代全日本新人王に就いた。2014年には4階級下のミドル級で戦ってきた石田順裕がヘビー級転向、藤本が持つ日本王座への挑戦を宣言したが、王座奪取はならなかった。

## 女子
日本で行われる女子ボクシングがプロスポーツとして公式なものとなったのは2008年。ただし、それまでも非公式なものとしては行われていた。
女子は現状では選手数が少なく2013年3月現在正式な日本ランキング及び日本王座はまだ設けられていない。しかし、2009年設置された東洋太平洋王座については2014年3月現在9階級のうち7階級を日本の選手が占めており、これらはほとんどが日本の選手の間で争われている。

### アトム級
女子プロボクシングにおける最軽量級をアトム級と呼ぶが、WBAではライトミニマム級と呼ぶ。
アマチュアで全日本チャンピオンになった経験のある小関桃は解禁前にタイでプロデビューし、解禁後にWBC王座を獲得。その後防衛を重ね、2015年2月に世界2位記録となる15度目の防衛を達成した。一方、WBAは2011年に設けられ、その初代王座には安藤麻里が就き、翌2012年には宮尾綾香が奪取した。2014年には池山直が新設されたWBO王座を獲得し、男女通じて日本初の40代での世界王者に就いた。
2011年に解禁されたWBCユース王者には黒木優子が就いている。黒木は次の試合でノンタイトルながら東洋太平洋王者アマラー・ゴーキャットジムに勝利している。2015年6月、アマラー引退により空位となった東洋太平洋王座を神田桃子がフィリピンで獲得した。

### ミニフライ級
男子のミニマム級に該当する階級。
2009年に元アマチュア全日本チャンピオン多田悦子がWBA王座を獲得しており、1階級上のWBC王者富樫直美ともダブルタイトルマッチで拳を合わせた。2011年にはアマチュア世界選手権日本代表だった藤岡奈穂子がWBC王者アナベル・オルティスにKO勝利し、男女通じて当時の日本最年長世界王座奪取記録を更新。藤岡は2013年に王座を返上したが、多田は10度目の防衛戦で亀田プロモーションと契約したオルティスに敗れ王座陥落。WBC王座は安藤麻里が獲得し2階級制覇も、2014年に黒木優子が奪取した。2014年2月、山田真子が敵地韓国でWBO王座を奪取し、日本初の10代での女子世界王者となったが、一身上の都合のため防衛戦を行うことなく返上し、空位の同王座はアマチュア世界選手権日本代表の経験を持つ池原シーサー久美子が獲得。

### ライトフライ級
解禁元年に初の公式試合としてカンボジアで江畑佳代子がWBC王座に挑戦したが王座獲得失敗。しかし江畑の高校の同級生かつジムメイトでアマチュアで全日本チャンピオンになった経験のある富樫直美が韓国でWBC暫定王座を獲得し、初のJBC公認女子世界王者になる。同年12月に非公式時代に1階級下でWBC王座を経験した菊地奈々子と対戦しTKO勝利、直後に正規昇格を果たし、その後はタイ、メキシコでも防衛を成功させた。一方の菊地は2009年には初代東洋太平洋王座を獲得した。菊地引退後に同王座を奪取した柴田直子は2013年にIBF王座を獲得した。
2014年、アマチュア時代に全日本3階級を制覇し世界選手権2度出場した好川菜々が空位の東洋太平洋王座をプロわずか3戦で獲得したが、即返上し空位となった王座を竹中佳が獲得した。

### フライ級
2013年5月、性同一性障害を公表した真道ゴーが地元和歌山でWBC王座を奪取した。

### スーパーフライ級
2009年に天海ツナミが日本人初となるWBA女子王座を獲得。一方、藤本りえはタイでWBC暫定王座に挑戦後、東洋太平洋王座を獲得。山口直子はJBCデビュー後KOの山を築き、藤本をKOして東洋太平洋王座獲得し、メキシコでのWBC王座挑戦は失敗に終わるも、2012年にツナミからWBA王座奪取。2013年には藤岡奈穂子が3階級上げて山口の世界王座奪取に成功しJBC女子初の2階級制覇を達成。
キックボクシングから転向したつのだのりこは42歳で東洋太平洋王座を獲得し、当時国内最高齢タイトル保持者となった。しかし、初防衛戦で川西友子に敗れ引退。川西は翌年に藤岡の世界王座に挑むも敗戦。

### バンタム級
東郷理代が初代東洋太平洋王座を獲得し、初防衛戦で三好喜美佳に王座を奪われるも、次の試合でメキシコに乗り込み元世界王者マリアナ・フアレスを1回TKOという番狂わせを演じ、ダイレクトリマッチで敗れはしたが、その次の試合で三好を破り王座返り咲きを果たす。東郷引退後、空位となった王座を1階級下のWBA王者だった天海ツナミが獲得した。

### スーパーバンタム級
2015年6月、モデル出身で2階級下のスーパーフライ級で活動していた高野人母美が東洋太平洋王座を獲得した。

### スーパーフェザー級
初代東洋太平洋王者は水谷智佳で、JBC非公認のWBCアジア王座も獲得したがこちらはすぐに返上している。

### ライト級
2014年現在、東洋太平洋王座が設定されている最重量階級。
非公認時代に風神ライカが世界王座を獲得しており、JBCでも初代東洋太平洋王座を獲得、世界王座にも2度挑戦したが奪取はならなかった。水谷智佳もアルゼンチンでWBC王座に挑戦するも奪取ならず。

### 補足
1. ↑  正確な表記は「」である。